# Gymnogramma gloriosa
Gymnogramma gloriosa là một loài dương xỉ trong họ Pteridaceae. Loài này được Hort. mô tả khoa học đầu tiên.
Danh pháp khoa học của loài này chưa được làm sáng tỏ. 